# Villarmentero de Esgueva
Villarmentero de Esgueva ist ein Ort und eine Gemeinde mit 102 Einwohnern (Stand: 2024) im Osten der Provinz Valladolid in der Region Kastilien-León in Spanien. 

## Lage
Villarmentero de Esgueva liegt in der Iberischen Meseta am Río Esgueva gut neun Kilometer (Fahrtstrecke) ostnordöstlich vom Stadtzentrum von Valladolid in einer Höhe von ca. 725 m. Das Klima im Winter ist kalt, im Sommer dagegen warm bis heiß; der spärliche Regen (ca. 509 mm/Jahr) fällt übers Jahr verteilt.

## Bevölkerungsentwicklung
| Jahr      | 1970 | 1981 | 1991 | 2001 | 2011 | 2021 |
| --------- | ---- | ---- | ---- | ---- | ---- | ---- |
| Einwohner | 182  | 127  | 138  | 126  | 110  | 102  |

## Sehenswürdigkeiten
- Julianenkirche (Iglesia de Santa Juliana)

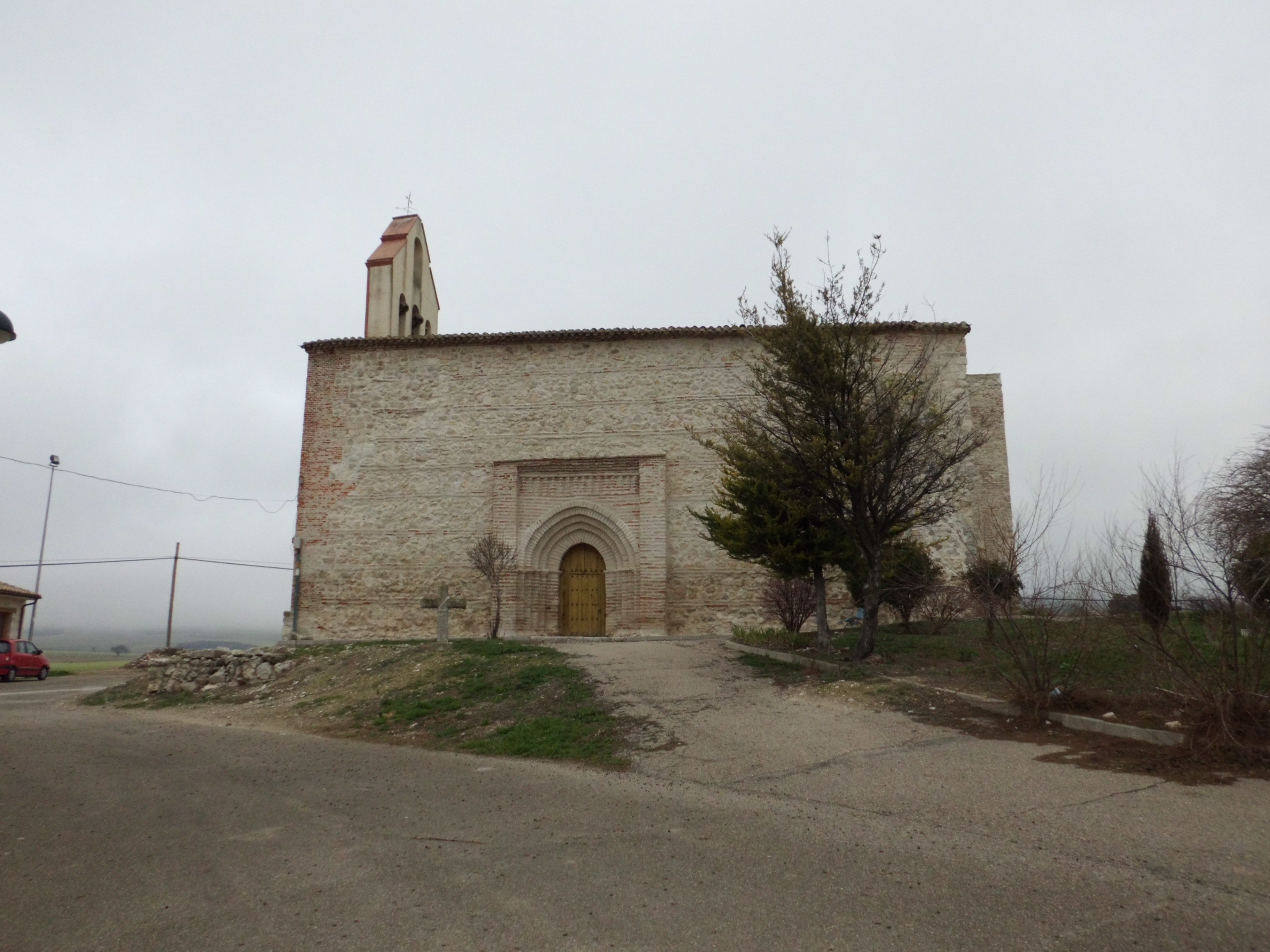
Julianenkirche
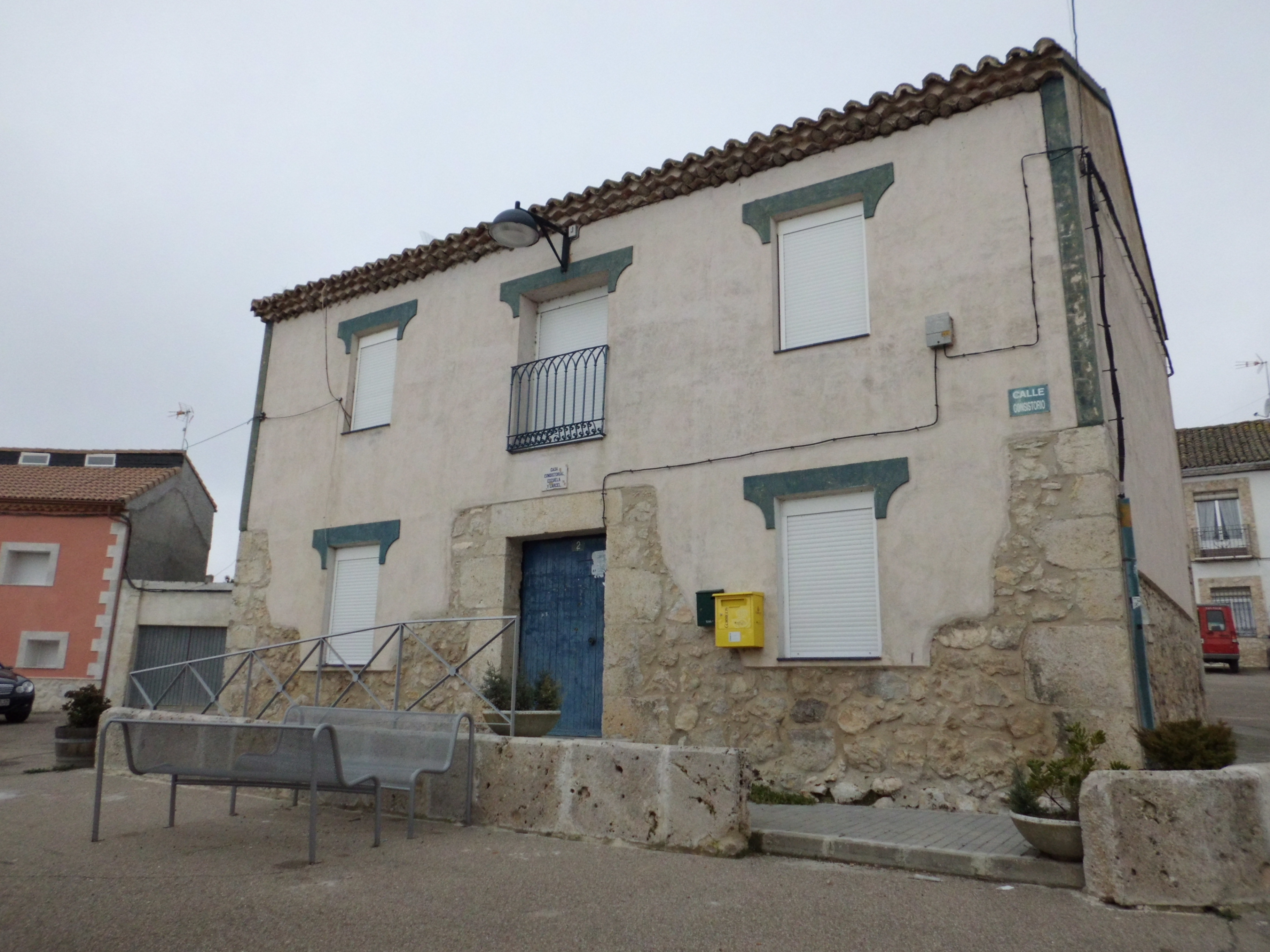
Rathaus